# Caspar Isenmann

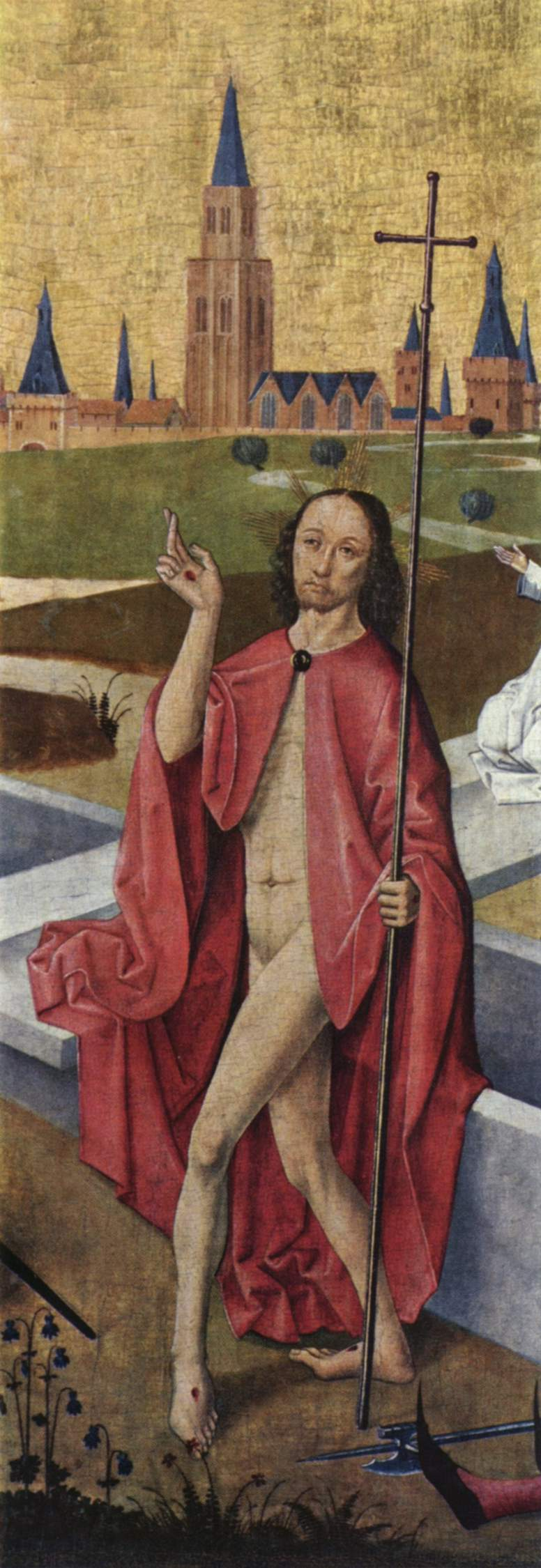
Caspar Isenmann: Auferstehung Christi, Ausschnitt, Elsass, 15. Jahrhundert

Caspar Isenmann (franz. auch Gaspard Isenmann) (* um 1430 in Colmar; † nach 1480) war ein Kupferstecher und Maler im Elsass. Er war um 1435 im Grienen Hus in Colmar ansässig und dort später vermutlich Lehrer von Martin Schongauer. Sein Werk  die Auferstehung Jesu Christi ist im  Unterlinden-Museum ausgestellt. Nur einige wenige weitere Bilder sind erhalten geblieben, obwohl man auf der Grundlage seiner Lebensdaten seiner Werkstatt ein reges Schaffen unterstellen kann.

## Stilistische Einordnung
Wie auch Hans Hirtz, Jost Haller und der Meister des Stauffenberger Altars ist Caspar Isenmann ein bedeutender Vertreter der von der Internationalen Gotik beeinflussten Kunst des Elsass und der gesamten oberrheinischen Region im 15. Jahrhundert. Er zeigt Einfluss neuer flämischer Malerei und sein Werk ist typisch für die Aufnahme deren Neuerungen im Malstil und der naturnahen Darstellung von Details. Auch an der Darstellung der Hintergrundmalerei ist solcher Einfluss erkennbar, auch wenn aiw noch teilweise archaischen Goldhintergrund verwendet. Dabei erinnert auch die Gesamtkomposition seiner Bilder dennoch an die lebhafte Theatralik mittelalterlicher Mysterienspiele wie sie Isenmann im Auftrag der Kirche auf den Plätzen vor deren Kirchengebäuden inszeniert hat.

## Werke (Auswahl)
- Passionsaltar für die Martinskirche in Colmar, 1462–1465, davon heute Fragmente im Unterlinden-Museum, Colmar
  - Einzug Christi in Jerusalem und Abendmahl
  - Beweinung und Grablegung
  - Auferstehung